# 国分青崖
国分 青崖（こくぶ せいがい、1857年5月27日（安政4年5月5日） - 1944年（昭和19年）3月5日）は、明治・大正・昭和期の漢詩人。本名は高胤（たかたね）、号は青崖、青厓とも書いた。別号に太白山人、松州など。字は子美（しび）、通称は豁（とおる）。

## 経歴
仙台の産。父盛久は仙台藩士だった。後年の号『青崖』は青葉城に、『太白山人』は太白山に由来している。
藩学の養賢堂で、国分松嶼（しょうしょ）に漢学を、落合直亮に国学を、岡鹿門（千仞）に漢詩を学んだ。
1878年（明治11年）、上京して司法省法学校に入った。その夏の関西旅行中、弊衣破帽のゆえに拘束される珍事があった。翌年、賄征伐（調理場荒らし）のいたずらがこじれ、原敬・陸羯南・福本日南・加藤恒忠らと共に退校した。退校仲間とは長く親しくした。
朝野新聞・第1次高知新聞の記者を勤めて後、1889年（明治22年）創刊の日本新聞に、陸羯南に招かれて参加した。日清戦争には、遼東半島に派遣された。日本新聞には、漢詩による時事評論『評林』を連載したが、痛烈な批判が当局を刺激し、日露戦争前、1903年（明治36年）11月の『檜可斬』（檜斬るべし）や翌月の『植物類』は、発禁の処分を受け、その後も度々なので、『会社の被った罰金を弁償する』と申し出たと言う。
1890年（明治23年）、森槐南・本田種竹らと詩社『星』社を興した。三詩人と呼ばれた。
1906年（明治39年）、陸羯南が社長を辞した時、11人の社員と共に政教社へ移り、その『日本及日本人』誌で『評林』を続けた。
1923年（大正12年）、大東文化学院の創立と共に教授となった。『雅文会』・『詠社』・『興社』・『蘭社』・『樸社』・『竜社』などの詩社にかかわり、『昭和詩文』誌を主宰した。
1937年（昭和12年）、帝国芸術院会員に選ばれた。1930年（昭和5年）以来、政教社社長として『日本及日本人』誌を率いた五百木良三がこの年に没し、青崖が継ぎ、入江種矩主幹、雑賀博愛主筆と共に雑誌を続けた。戦時下の体制に迎合せざるを得なかった。
太平洋戦争（大東亜戦争）の敗色が深まる中で没した。享年87。墓は多磨霊園にある。共に眠る妻・国分操子（1867-1942）は松本藩士・江崎政国の娘で、歌人・教育者だった。孫に國分正胤。
青崖の詩作は三万首に及んだと想像されているが、詩集は、『評林』第一集の『詩董狐』しか出版しなかった。恬淡無欲な人柄だったと言われる。

## 著書
- 『詩董狐』（評林第一集）、明治書院（1897）
- 『青厓詩存 20巻2冊』木下彪編、明徳出版社（1975）→ CD版『日本漢詩 4 明治・大正時代』、六一書房（2009）に収録

### 伝記研究
- 木下彪『国分青厓と明治大正昭和の漢詩界』、研文出版（2019）、町泉寿郎・解題